# 金孝源
金 孝源（キム・ヒョウォン、Kim Hyo-won）は、漫画アーティスト・漫画研究者。ペンネームは、キミョ（kkimyo）。京都精華大学マンガ学部客員研究員（2015年～2016年)、別府大学文学部 国際言語・文化学科マンガ・アニメーションコース専任教員。専攻はマンガ制作、マンガ表現論・マンガ産業論。

## 経歴
韓国生まれ。世宗大学校でマンガ・アニメーション学科を卒業。2015年に京都精華大学芸術学博士号取得後、京都精華大学マンガ学部の客員研究員を経て、2016年、別府大学文学部専任教員に就任。
別府大学教員一覧（研究者総覧）